# Alcatel

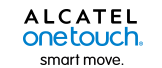
Antigo logo da Alcatel One Touch

Alcatel (anteriormente Alcatel ONETOUCH) é uma marca francesa de dispositivos móveis, propriedade da finlandesa Nokia e usada sob licença pela empresa de eletrônicos chinesa TCL Corporation. Foi estabelecida em 2004 como uma joint venture entre a Alcatel-Lucent (45%) e a TCL (55%). Em 2005, a joint venture foi desfeita e a TCL adquiriu a participação acionária de 45% da Alcatel-Lucent. Desde 2016, a Alcatel tornou-se uma subsidiária da Nokia.
A TCL Mobile Limited (nome anterior: T&A Mobile Phones Limited) é membro da TCL Communication listada na Bolsa de Valores de Hong Kong (HKSE: 2618) que foi estabelecida em agosto de 2004 pela TCL Communication e Alcatel.
A TCL Mobile Limited administra três unidades de negócios: Alcatel, TCL Mobile Phones e Brand Design Lab. Mais tarde, a Alcatel-Lucent vendeu as suas ações na TCL e já não está relacionada com a marca de celulares Alcatel.
No MWC 2021, a TCL estava lançando um telefone 5G acessível com sua própria marca, mas a marca Alcatel ainda está no mercado. A empresa apresentou dois modelos básicos do Android Go 11 1L Pro e Alcatel 1 (2021) lançados no final desse mesmo ano.

## Prêmios
Em 2012, a Alcatel venceu um prêmio de design International Forum Design iF para os seus modelos One Touch 818 e Onetouch 355 Play.